# Antonio Rosales, Sinaloa
Antonio Rosales är en ort i Mexiko.   Den ligger i kommunen Choix och delstaten Sinaloa, i den västra delen av landet, 1 200 km nordväst om huvudstaden Mexico City. Antonio Rosales ligger 219 meter över havet och antalet invånare är 122.
Terrängen runt Antonio Rosales är platt åt sydväst, men åt nordost är den kuperad. Runt Antonio Rosales är det ganska glesbefolkat, med 23 invånare per kvadratkilometer. Närmaste större samhälle är Choix, 18,2 km nordost om Antonio Rosales. Trakten runt Antonio Rosales består till största delen av jordbruksmark.